# Taekwondo na Światowych Wojskowych Igrzyskach Sportowych 2015
Taekwondo na Światowych Wojskowych Igrzyskach Sportowych 2015 – międzynarodowe, zawody dla sportowców-żołnierzy, które rozgrywane były w południowokoreańskim Mungyeongu w dniach od 8 do 10 października 2015 roku w ramach światowych igrzysk wojskowych organizowanych przez Międzynarodową Radę Sportu Wojskowego (CISM).

## Medaliści

### Mężczyźni
| Konkurencja | Złoto             | Srebro             | Brąz                                 |
| do 54 kg    | Venilton Teixeira | Mehdi Eshaghi      | Ali Almershad Choi Yeong-sang        |
| do 58 kg    | Nursultan Mamayev | Hadi Tiran         | Luisito Pie Levent Tuncat            |
| do 63 kg    | Abolfazl Yaghoubi | Guilherme Alves    | Jo Won-yong Jure Pantar              |
| do 68 kg    | Hamza Adnan       | Aykhan Taghizade   | Faisal Alrushaidi Claudio Treviso    |
| do 74 kg    | Huang Jiannan     | Səid Quliyev       | Nikita Kriveichenko Mohammad Rafiei  |
| do 80 kg    | Oussama Queslati  | Saeid Rajabi       | Tahir Güleç Pan Long                 |
| do 87 kg    | Mbar Ndiaye       | Alexander Bachmann | Aleksandr Lunevskii Noureddine Ziani |
| ponad 87 kg | Sajjad Mardani    | Volker Wodzich     | Radik Isajew Moon Jeong-hoon         |

### Kobiety
| Konkurencja | Złoto              | Srebro              | Brąz                              |
| do 46 kg    | Iris Silva         | Nahid Kiani         | Choi Hee-jeong                    |
| do 49 kg    | Patimat Abakarova  | Li Zhaoyi           | Ahmed Abdelsalam Jamila Tanna     |
| do 53 kg    | Lucija Zaninović   | Floriane Liborio    | Angelica Bertucca Fu Yu           |
| do 57 kg    | Zhang Mengyu       | Anna Froemming      | Rafaela Vieira Daria Zhuravleva   |
| do 62 kg    | Hidaja Malak Wahba | Zhang Hua           | Cristina Gaspa Julia Vasconcelos  |
| do 67 kg    | Seham Elsawalhy    | Guo Yunfei          | Hanieh Akhlaghi Hakima El Meslahy |
| do 73 kg    | Zheng Shuyin       | Anastasiia Gurskaia | Fatemeh Rouhani                   |
| ponad 73 kg | Li Donghua         | Gwladys Épangue     | Nuša Rajher Katharina Weiss       |

## Klasyfikacja medalowa
* Gospodarz zawodów został zaznaczony tym kolorem.
| Miejsce            | Reprezentacja      | Złoto | Srebro | Brąz | Razem |
| ------------------ | ------------------ | ----- | ------ | ---- | ----- |
| 1                  | Chiny              | 4     | 3      | 2    | 9     |
| 2                  | Iran               | 2     | 4      | 3    | 9     |
| 3                  | Brazylia           | 2     | 1      | 3    | 6     |
| 4                  | Egipt              | 2     | 0      | 1    | 3     |
| 5                  | Niemcy             | 1     | 3      | 3    | 7     |
| 6                  | Azerbejdżan        | 1     | 2      | 1    | 4     |
| 7                  | Francja            | 1     | 2      | 0    | 3     |
| 8                  | Chorwacja          | 1     | 0      | 0    | 1     |
| 8                  | Kazachstan         | 1     | 0      | 0    | 1     |
| 8                  | Tunezja            | 1     | 0      | 0    | 1     |
| 11                 | Rosja              | 0     | 1      | 3    | 4     |
| 12                 | Korea Południowa * | 0     | 0      | 4    | 4     |
| 13                 | Maroko             | 0     | 0      | 2    | 2     |
| 13                 | Słowenia           | 0     | 0      | 2    | 2     |
| 13                 | Włochy             | 0     | 0      | 2    | 2     |
| 16                 | Dominikana         | 0     | 0      | 1    | 1     |
| 16                 | Kanada             | 0     | 0      | 1    | 1     |
| 16                 | Katar              | 0     | 0      | 1    | 1     |
| 16                 | Kuwejt             | 0     | 0      | 1    | 1     |
| Ogółem (19 państw) | Ogółem (19 państw) | 16    | 16     | 30   | 62    |

Źródło